# Key Finders
Key Finders is een videospel voor de Commodore 64 en Commodore 128. Het spel werd uitgebracht in 1990. 